# 鵠沼枝額蟲
鵠沼枝額蟲:4，亦作湖沼枝額蟲，俗稱向天蝦、仙女蝦，為釵額蟲科枝額蟲屬的水生動物。其種加詞「kugenumaensis」來源於模式產地日本鵠沼村，中文亦可稱「湖沼枝額蟲」。湖沼枝額蟲分布於印度、日本等地，台灣僅侷限分布於金門金寧鄉、陽明山向天池及小蘭嶼。1895年，石川千代松對其進行了最初的描述。
台灣小蘭嶼另於2009年採集紀錄到「豐年蟲之一種」，2010年發表該物種的分子親緣分析結果，為澳洲昆士蘭產Streptocephalus queenslandicus之新紀錄種或是近緣物種。該物種尚未正式命名，暫以Streptocephalus sp.代稱。2014年媒體陸續報導該物種，多以「小蘭嶼仙女蝦」稱之。該物種與鵠沼枝額蟲的型態不同，無近緣關係，分別隸屬不同科。體態和寒武紀的奇蝦相似。